# سامانه دفاع نزدیک دریایی

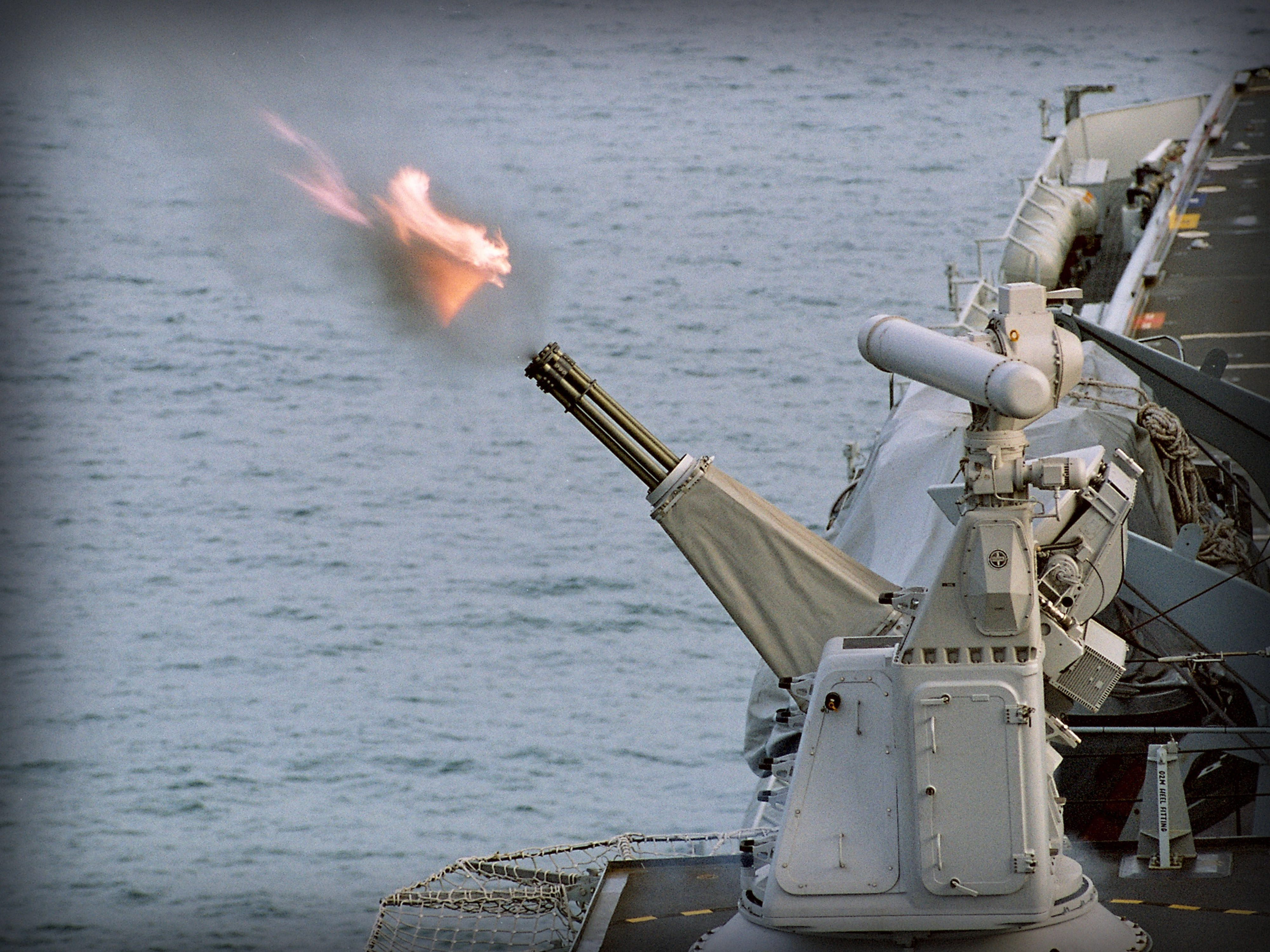
سامانه هلندی گل‌کیپر (دروازه‌بان) بر روی ناو هواپیمابر الیوستریوس نیروی دریایی بریتانیا

سامانه دفاع نزدیک دریایی یک سامانه تسلیحاتی دفاع نقطه‌ای کشتی‌های جنگی است که برای تشخیص و انهدام موشک‌ها و هواگردهای مهاجم در مسافت‌های کوتاه به کار می‌رود. این سامانه معمولاً آخرین خط دفاعی شناورهای نظامی محسوب شده و زمانی فعال می‌شود که تهدید مورد نظر از لایه‌های دفاعی بالاتر گذشته باشد.
تقریباً تمامی کشتی‌های جنگی مدرن به یک یا چند نوع سیستم دفاع نزدیک مجهز هستند.

## انواع
سامانه‌های دفاع نزدیک دریایی به دو دسته اصلی سامانه‌های مبتنی بر توپ‌های مسلسل و سامانه‌های موشکی تقسیم می‌شوند. سامانه‌های مبتنی بر توپ‌های لیزری هم در مرحله تحقیق و توسعه هستند اما تاکنون در هیچ کشوری عملیاتی نشده‌اند.

### سامانه‌های دفاع نزدیک مبتنی بر مسلسل

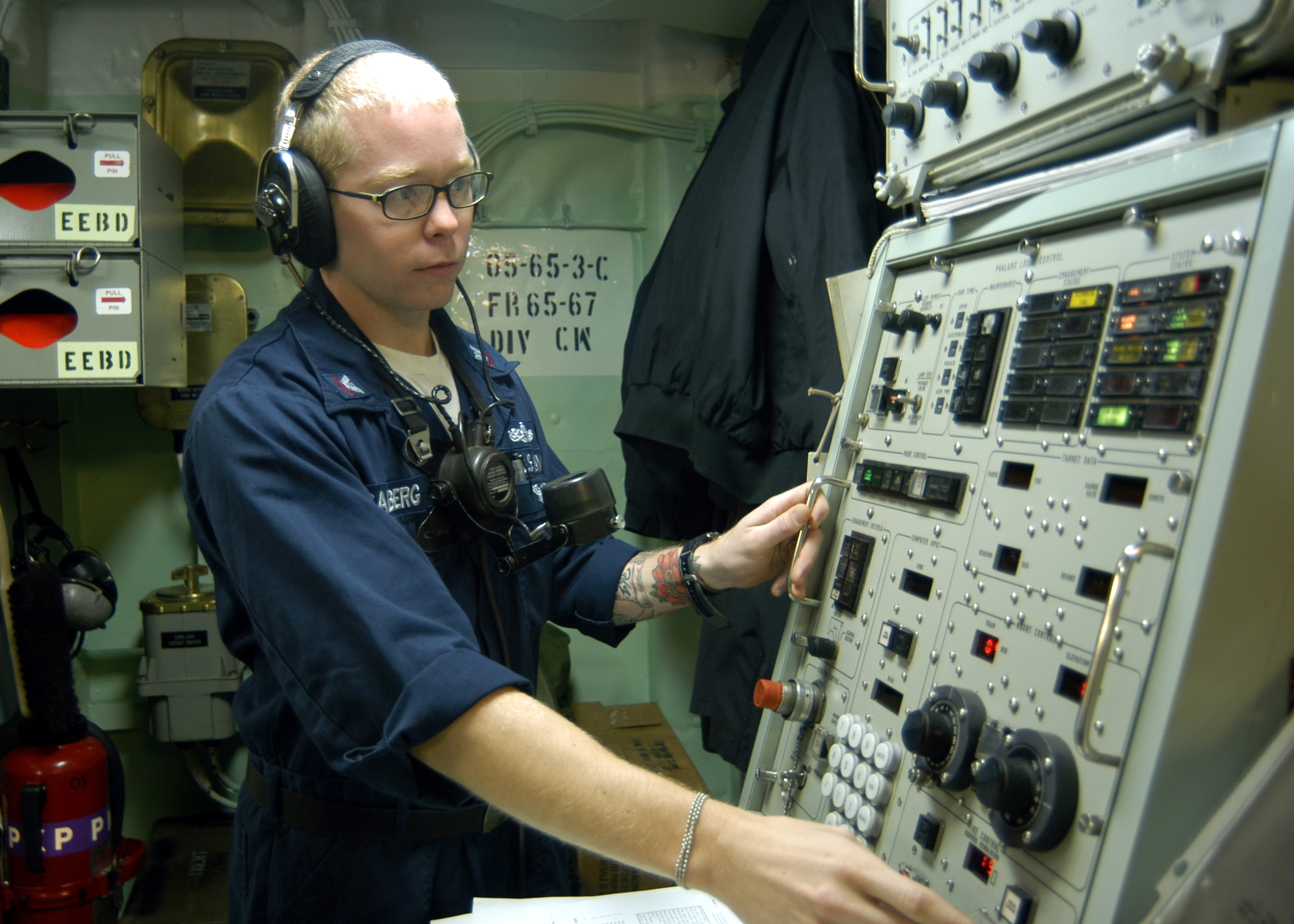
اتاق کنترل سامانه آمریکایی فالانکس بر روی کشتی تهاجمی آبی-خاکی یواس‌اس کیرسارچ

سامانه‌های دفاع نزدیک مبتنی بر مسلسل شامل ترکیبی از رادارها، کامپیوترها و توپ‌های مسلسل چندلول کالیبر متوسط (بین ۲۰ تا ۴۰ م‌م) با آتش سریع می‌شوند که بر روی یک برجک با قابلیت چرخش سریع در تمامی جهات نصب شده‌اند.
|                  | آکا-۶۳۰                 | فالانکس                             | گل‌کیپر                      | داردو                        | اورلیکن میلنیوم                 |
| ---------------- | ----------------------- | ----------------------------------- | --------------------------- | ---------------------------- | ------------------------------- |
| وزن              | ۹۱۱۴ کیلوگرم            | ۶۲۰۰ کیلوگرم                        | ۹۹۰۲ کیلوگرم                | ۵۵۰۰ کیلوگرم                 | ۳۳۰۰ کیلوگرم                    |
| سلاح             | توپ گاتلینگ ۶ لول ۳۰ م‌م | توپ گاتلینگ ۶ لول ۲۰ م‌م ام۶۱ والکان | توپ مسلسل ۷ لول ۳۰ م‌م GAU-8 | توپ مسلسل بوفورس ۴۰ م‌م دولول | توپ رولور ۳۵ م‌م اورلیکن میلنیوم |
| نواخت تیر        | ۵۰۰۰ در دقیقه           | ۴۵۰۰ در دقیقه                       | ۴۲۰۰ در دقیقه               | ۶۰۰/۹۰۰ در دقیقه             | ۲۰۰/۱۰۰۰ در دقیقه               |
| برد مؤثر         | ۴ کیلومتر               | ۳.۶ کیلومتر                         | ۲ کیلومتر                   | ۴ کیلومتر                    | ۳.۵ کیلومتر                     |
| ذخیره مهمات      | ۲۰۰۰ فشنگ               | ۱۵۵۰ فشنگ                           | ۱٬۱۹۰ فشنگ                  | ۷۳۶ فشنگ                     | ۲۵۲ فشنگ                        |
| شتاب دهانه       | ۹۰۰ متر بر ثانیه        | ۱۱۰۰ متر بر ثانیه                   | ۱۱۰۹ متر بر ثانیه           | ۱۰۰۰ متر بر ثانیه            | ۱۰۵۰/۱۱۷۵ متر بر ثانیه          |
| صعود و نزول      | -۱۲ تا +۸۸ درجه         | -۲۵ تا +۸۵ درجه                     | -۲۵ تا +۸۵ درجه             | -۱۳ تا +۸۵ درجه              | -۱۵ تا +۸۵ درجه                 |
| سرعت صعود و نزول | ۵۰ درجه در ثانیه        | ۱۱۵ درجه در ثانیه                   | ۱۰۰ درجه در ثانیه           | ۶۰ درجه در ثانیه             | ۷۰ درجه در ثانیه                |
| چرخش             | ۳۶۰ درجه                | -۱۵۰ تا +۱۵۰ درجه                   | ۳۶۰ درجه                    | ۳۶۰ درجه                     | ۳۶۰ درجه                        |
| سرعت چرخش        | ۷۰ درجه در ثانیه        | ۱۱۵ درجه در ثانیه                   | ۱۰۰درجه در ثانیه            | ۹۰ درجه در ثانیه             | ۱۲۰ درجه در ثانیه               |